# Thyone adinopoda
Thyone adinopoda is een zeekomkommer uit de familie Phyllophoridae.
De wetenschappelijke naam van de soort werd in 1981 gepubliceerd door David Pawson & J.E. Miller.